# Ascuta media
Ascuta media är en spindelart som beskrevs av Forster 1956. Ascuta media ingår i släktet Ascuta och familjen Orsolobidae. Inga underarter finns listade i Catalogue of Life.